# Olívio Jekupé
Olívio Jekupé (* 10. Oktober 1965 in Novo Itacolumy, Bundesstaat Paraná) ist einer der wichtigsten Vertreter der indigenen Literatur Brasiliens.

## Leben
Olívio Jekupé ist brasilianischer Schriftsteller indigener Herkunft. Von 1988 bis 1992 studierte er Philosophie an der Pontifícia Universidade Católica do Paraná (PUC) in Curitiba und später an der Universidade de São Paulo (USP) in São Paulo. Er ist Präsident der Associação Guarani Nhe’e Porã und arbeitet für mehrere Organisationen, die sich mit der Bildung der indigenen Bevölkerung beschäftigen. Er selbst hat bereits etliche Bücher veröffentlicht. Darüber hinaus fördert er auch andere indigene Schriftsteller. Seine Werke der Kinder- und Jugendliteratur beschäftigen sich unter anderem mit dem Leben der Indigenen in der heutigen brasilianischen Gesellschaft.

## Werke
- O Saci Verdadeiro. Editora UEL, Londrina 2000, ISBN 85-7216-220-8.
- Iarandu, o cão falante. Editora Peirópolis, São Paulo 2002, ISBN 85-368-0193-X.
- Xereko Arandu, O Morte do Kreta. Editora Peirópolis, São Paulo 2002, ISBN 85-85663-06-5.
- Vera, o Contador de Historias. Editora Peirópolis, São Paulo 2003, ISBN 85-85663-98-7.
- Arandu ymanguaré. Evoluir, São Paulo 2003, ISBN 85-87420-33-X.
- Ajuda do Saci. DCL, São Paulo 2006, ISBN 85-368-0193-X.[1]
- Literatura escrito Pelo Povos Indígenas. Editora Scortecci, São Paulo 2009, ISBN 978-85-366-1626-1.
- A Mulher Que Virou Urutau, Panda Books Brasil, 2011, ISBN 978-85-7888-146-7.
- 500 anos de angústia – Gedichtband
- Tekoa conhecendo uma aldeia indígena. Global Editora, São Paulo 2011, ISBN 978-85-260-1541-8.

In deutscher Sprache ist eine Auswahl seiner Gedichte erschienen in:
- Dorothea Nürnberg, Olívio Jekupé (Hrsg.): Im Flug der Harpyie. Indigene Poesie und Prosa aus dem brasilianischen Regenwald. Löcker, Wien 2015, ISBN 978-3-85409-776-1, S. 53–68.